# Кемер (Жетысайский район)
Кемер (каз. Кемер, до 2008 г. — Кирпичное) — село в Жетысайском районе Туркестанской области Казахстана. Входит в состав сельского округа Шаблана Дильдабекова. Код КАТО — 514449580.

## Население
В 1999 году население села составляло 356 человек (177 мужчин и 179 женщин). По данным переписи 2009 года, в селе проживало 459 человек (234 мужчины и 225 женщин).